# Титаренко Федір Іванович
Федір Іванович Титаренко (22 лютого 1928, тепер Станично-Луганський район Луганської області — ?) — український радянський діяч, генеральний директор виробничого об'єднання «Донбасантрацит». Депутат Верховної Ради УРСР 11-го скликання.

## Біографія
Народився в селянській родині. Закінчив вісім класів сільської школи.
З 1944 року — заміряльник, помічник головного маркшейдера шахти імені Леніна тресту «Лутугинвугілля», районний інженер виробничого управління комбінату «Ворошиловградвугілля» Ворошиловградської області.
У 1949 році без відриву від виробництва закінчив Ворошиловградський гірничий технікум.
У 1954 році без відриву від виробництва закінчив Вищі інженерні курси при Дніпропетровському гірничому інституті імені Артема.
Член КПРС з 1955 року.
У 1954—1970 роках — помічник головного інженера шахтоуправління, начальник шахтоуправління № 160, начальник шахтоуправління «Знамя коммунизма», начальник шахти № 17-17 біс, головний інженер тресту «Краснолучвугілля».
У 1970—1974 роках — заступник начальника комбінату «Донбасантрацит».
У 1974—1980 роках — 1-й секретар Краснолуцького міського комітету КПУ Ворошиловградської області.
У 1980—1990 роках — генеральний директор виробничого об'єднання «Донбасантрацит» Ворошиловградської області.
Потім — на пенсії.

## Нагороди
- два ордени Трудового Червоного Прапора (1971, 1976)
- орден «Знак Пошани» (1966)
- ордени
- медалі